# Cilliba erlangensis
Cilliba erlangensis es una especie de arácnido del orden Mesostigmata de la familia Uropodidae. 
El genero  Cilliba es pequeño grupo de ácaros depredadores edáficos que actualmente comprende aproximadamente nueve especies distribuidas en diversas áreas de Eurasia (8 especies) y el norte de África. Fue descrito inicialmente por von Heyden en 1826, con Notaspis cassideus Hermann, 1804 como especie tipo. Algunos autores consideraron a Cilliba como miembro de la familia Uropodidae (Hirschmann, Zirngiebl-Nicol, 1969; Karg, 1989; Wiśniewski, Hirschmann, 1993; Mašán, 2001; Kontschán, 2010) o de la familia Cillibidae (Evans, 1957; Hirschmann, 1979; Błoszyk et al., 2006; Stachowiak et al., 2008; Kontschán, 2013, 2014; Halliday, 2016)

## Distribución geográfica
Hirschmann y Zirngiebl-Nicol (1964) describieron a Cilliba erlangensis con base en hembras recolectadas en Alemania. Esta especie tiene una amplia distribución en Europa y en muchos microhábitats distintos, como hojarasca, musgo y bosques de hayas.
En  Irán se encontraron 16 hembras, 8 deutoninfas y 10 machos de C. erlangensis (no se había descrito previamente ningún espécimen macho de C. erlangensis)